# Coleraine FC
Der Coleraine FC ist ein nordirischer Fußballclub, der in der NIFL Premiership spielt. Der Club wurde 1927 gegründet und trägt seine Heimspiele im 6.500 Zuschauer fassenden Stadion The Showgrounds in Coleraine aus. Die Vereinsfarben sind blau und weiß.

## Geschichte

### Gründung
Der Coleraine FC wurde im Juni 1927 im Rahmen einer Gründungsversammlung in den Räumlichkeiten des örtlichen Oranier-Ordens durch die Verschmelzung der beiden lokalen Mannschaften Coleraine Olympic und Coleraine Alexandra gegründet. Da man zunächst ganz in Weiß spielte, war das Team Coleraines in frühen Jahren auch als Lilywhites bekannt. Wenige Wochen nach der Gründung wurde Coleraine zusammen mit dem Bangor FC im Rahmen einer Ligavergrößerung von 12 auf 14 Vereine in die Irish League aufgenommen. Der Verein konnte von Anfang an in der obersten Spielklasse mithalten und schloss seine erste Saison im Frühjahr 1928 schließlich als Tabellensechster ab.

### Frühe Jahre (bis 1960)
Im Jahr 1932 konnte der Coleraine FC im Finale des Gold Cup nach einem 3:0-Sieg über den Lokalrivalen Ballymena United den ersten Titel erringen, der jedoch bis nach dem Zweiten Weltkrieg der einzige bleiben sollte. Im Frühjahr 1948 schließlich, keine zwei Jahre nach Wiederaufnahme des Ligabetriebs, erreichte Coleraine erstmals das Finale des Irish Cup. Allerdings gelang es den Bannsiders nicht, den Pokal schon im ersten Anlauf zu gewinnen, denn man unterlag dem haushohen Favoriten Linfield FC am Ende mit 0:3. Nicht besser erging es der Mannschaft in der Saison 1952/53, als man im Pokalfinale abermals Linfield gegenüberstand. Diesmal fiel die Niederlage mit 0:5 allerdings noch ein wenig höher aus als fünf Jahre zuvor. In der Saison 1953/54 konnte der Coleraine FC schließlich mit dem Gewinn des City Cup den ersten Titel nach dem Krieg feiern. Allerdings unterlag man im selben Jahr dem Glenavon FC mit 1:3 im Finale des Ulster Cup. Mit dem nach 1932 zweiten Finalsieg im Gold Cup gegen Glentoran gewann Coleraine in der Saison 1958/59 einen weiteren Titel.
In der zweiten Hälfte der 1950er-Jahre hatte der Verein allerdings mit wachsenden finanziellen Problemen zu kämpfen und war infolgedessen zu einschneidenden Sparmaßnahmen gezwungen, was sich mit Wiedereinführung des Amateurstatus auch auf die Mannschaft auswirkte. Wie schon vier Jahre zuvor erklärte sich Celtic Glasgow im Jahr 1956 mit seinen damaligen Stars Jock Stein und Bertie Peacock zu einem Freundschaftsspiel gegen Coleraine bereit, um dem finanziell klammen Verein unter die Arme zu greifen. Etwa zur selben Zeit sorgte der Klub mit der Affäre um den von Derry City gekommenen Spieler John „Jobby“ Crossan für einigen Wirbel im nordirischen Fußball, als nachgewiesen werden konnte, dass für den Spieler trotz Amateurstatus eine Ablösesumme bezahlt worden war. Der nordirische Fußballverband IFA verhängte daraufhin eine Geldstrafe über Coleraine, während Crossan mit einer lebenslangen Sperre in allen vier Fußballverbänden der sogenannten Home Nations, d. h. Großbritanniens und Nordirlands, belegt wurde. Jobby Crossan selbst, der in den folgenden Jahren mit Sparta Rotterdam und Standard Lüttich auf dem europäischen Kontinent außerordentlich erfolgreich war und zudem mehrere Länderspiele für Nordirland bestritt, war allerdings nach seiner Begnadigung durch die IFA im Jahre 1963 noch in verschiedenen englischen Klubs, u. a. für Manchester City, aktiv.

### 1960er Jahre
Die 1960er Jahre brachten für den Coleraine FC einige Umbrüche und Erfahrungen mit sich, welche die Geschichte des Vereins nachhaltig prägen sollten. Im Jahr 1961 konnte Bertie Peacock vom damaligen Vereinspräsidenten Jack Doherty zur Rückkehr nach Coleraine bewogen werden, nachdem Peacock seine Karriere bei Celtic Glasgow beendet hatte. Doch erst 1965 gelang den Bannsiders im dritten Anlauf nach einem 2:1-Sieg im Finale des Irish Cup gegen den Glenavon FC der erste ganz große Titel der Vereinsgeschichte. Damit durfte Coleraine zum ersten Mal überhaupt im Europapokal der Pokalsieger auf europäischer Ebene antreten, wo man jedoch vom sowjetischen Pokalsieger Dynamo Kiew prompt eine Lehrstunde in Sachen Fußball erteilt bekam. Im selben Jahrzehnt folgten noch weitere Titel im Ulster Cup, im Gold Cup und im City Cup. Zudem konnte sich der Klub 1969 mit dem gesamtirisch ausgetragenen Blaxnit-Pokal schmücken, einem Vorgängerbewerb des seit 2005 ausgetragenen Setanta Sports Cup, nachdem man im Finale den Shamrock Rovers FC aus Dublin mit 4:2 besiegt hatte. Ein Jahr später gelang dem Coleraine FC im selben Bewerb und mit dem identischen Resultat gegen die Sligo Rovers sogar die Titelverteidigung. Ebenfalls im Sommer 1969 vertrat Coleraine den Derry City FC im internationalen Messepokal, da deren Stadion aufgrund der ausbrechenden Unruhen in Derry von der IFA für die Austragung von Europapokalspielen als zu unsicher eingeschätzt wurde. Konnte man sich zunächst noch gegen den luxemburgischen Verein Jeunesse Esch durchsetzen, erwies sich der RSC Anderlecht in der darauffolgenden Runde dann doch als eine Nummer zu groß für Coleraine.

### 1970er Jahre
Auch in den 1970er-Jahren riss die jüngste Erfolgsserie der Bannsiders nicht ab. Ein erster Höhepunkt stellte in der Saison 1970/71 der überraschende 3:2-Auswärtssieg gegen den schottischen Vertreter FC Kilmarnock im Rückspiel der 1. Runde im internationalen Messepokal dar, nachdem sich beide Mannschaften zuvor noch mit 1:1 unentschieden getrennt hatten. In der zweiten Runde scheiterte man dann jedoch am niederländischen Verein Sparta Rotterdam. 1972 konnte Coleraine den ersten von drei Pokalsiegen in der bis heute erfolgreichsten Dekade der Vereinsgeschichte mit einem 2:1 im Finale gegen den Portadown FC besiegeln. Ein weiterer Auftritt im Europacup blieb dem Verein jedoch trotz dieses Erfolges verwehrt, nachdem die IFA in der Saison 1972/73 mit einem Verzicht auf die Nennung nordirischer Vereine für die europäischen Wettbewerbe drohenden Absagen der europäischen Vereine aufgrund der bürgerkriegsähnlichen Zustände in Nordirland zuvorgekommen war.
Unter der Führung von Trainer Bertie Peacock machte der Coleraine FC im Jahr 1974 mit dem bis heute einzigen Meistertitel den bisher größten Erfolg der Vereinsgeschichte perfekt und verwies dabei die Verfolger Portadown und Crusaders mit Abstand auf die Plätze. Auf dem Gipfel seines Erfolges trat Peacock schließlich zurück und überließ die Geschicke des Vereins einem Duo bestehend aus Ivan Murray und Johnnie McCurdy. Gleich in der ersten Saison landete das Trainergespann mit dem Sieg im Irish Cup gegen Linfield einen weiteren großen Erfolg. Zur Entscheidung im Finale waren allerdings drei Begegnungen notwendig, ehe Jim „Chang“ Smith im zweiten Wiederholungsspiel am 29. April 1975 in Ballymena schließlich den alles entscheidenden Treffer zum 1:0 erzielte. Im selben Jahr durfte sich Coleraine darüber hinaus mit dem Titel des Vizemeisters hinter Linfield schmücken. Der insgesamt vierte Pokalsieg, den der Coleraine FC im Jahre 1977 nach einem beeindruckenden 4:1-Sieg über den Finalgegner Linfield FC einfahren konnte, sollte allerdings der letzte große Titel für 26 Jahre bleiben. Zu Beginn der Saison 1977/78 übergab Ivan Murray das Traineramt an Victor Hunter, welchem für die folgenden drei Jahre die Verantwortung über die Mannschaft obliegen sollte.

### 1980er Jahre
Als Des Dickson im Jahre 1980 Hunter ins Traineramt nachfolgte, gehörte Coleraine bereits nicht mehr der Ligaspitze an. Der Glanz der großen Zeit Mitte der 1970er-Jahre schien endgültig der Vergangenheit anzugehören. Nach einem enttäuschenden 9. Platz am Ende der Saison 1980/81 nahm schließlich Tony Curley den Platz auf der Trainerbank ein. Gleich im ersten Jahr führte Curley den Verein wieder zurück unter die ersten drei Klubs der Irish League und nicht zuletzt auch ins Finale des Irish Cup. Hier traf man am 24. April 1982 erneut auf Linfield, musste sich diesmal aber mit 1:2 geschlagen geben. Da Linfield zuvor schon den Meistertitel errungen hatte, durfte sich Coleraine als Pokalfinalist gleichsam zum Trost über eine Teilnahme in der ersten Runde des Europapokals der Pokalsieger freuen, war aber letztlich gegen den haushohen Favoriten Tottenham Hotspur chancenlos. Als Tabellendritter und dank des Pokalsiegs des Glentoran FC im Mai 1983 qualifizierte man sich in der Saison 1983/84 zum ersten Mal für den UEFA-Pokal, wo in der ersten Runde gegen Sparta Rotterdam erwartungsgemäß Endstation war.
Waren die Bannsiders bereits im vorangegangenen Jahrzehnt mit Begegnungen gegen Vereine wie Feyenoord Rotterdam, Eintracht Frankfurt und den 1. FC Lokomotive Leipzig schon fast Stammgäste in den anderen europäischen Pokalbewerben gewesen, hatte die Mannschaft auch Mitte der 1980er-Jahre noch ausreichend Gelegenheit, sich international in Szene zu setzen. Dass man sich ab 1985 gleich dreimal in Folge für den UEFA-Pokal qualifizierte, lag aber vor allem auch an Jim Platt, der von Ballymena United kommend ein Jahr zuvor als Trainer verpflichtet worden war. In den ersten drei Jahren seiner Amtszeit konnte Coleraine jeweils hinter Linfield als Vizemeister die Saison beschließen, wobei der Mannschaft 1986 überdies auch der Einzug ins Pokalfinale gegen Glentoran gelang. Parallel dazu traf man auf europäischer Ebene gleich zweimal hintereinander auf Vereine aus der DDR-Oberliga und hier noch einmal auf Lokomotive Leipzig.
Hatte man 1985 noch einigermaßen deutlich gegen Leipzig den Kürzeren gezogen, scheiterte man im Folgejahr mit 0:1 im Rückspiel nur denkbar knapp an der Mannschaft der BSG Stahl Brandenburg, die im Hinspiel in Nordirland nicht über ein 1:1 hinausgekommen war. Kaum besser verlief das „Abenteuer Europa“ für Coleraine schließlich auch im September 1987, als man gegen den schottischen Verein Dundee United, welchem in der Saison zuvor überraschend der Einzug ins UEFA-Cup-Finale gelungen war, nach Niederlagen im Hin- und Rückspiel abermals in der ersten Runde ausschied. Zwischen 1987 und 1989 konnte Coleraine in der Liga zwar noch jeweils den dritten Tabellenplatz erreichen, zu einer weiteren UEFA-Pokal-Teilnahme sollte es jedoch nicht mehr reichen. Mit dem Abschied Jim Platts als Trainer im Sommer 1989 warteten nun bewegte Jahre auf den Klub, der sich nun mit deutlich unbequemeren Tabellenplätzen anfreunden musste.

### 1990er Jahre
Die erste Hälfte der 1990er-Jahre war entsprechend von zunehmendem Misserfolg geprägt, welchem die Vereinsführung lediglich ein sich immer schneller drehendes Trainerkarussell entgegenzusetzen hatte. Auf Platts Nachfolger Ian McFaul folgten noch drei weitere Trainingsleiter, die den sich zuvor schon abzeichnenden Abstieg der Bannsiders in die neu geschaffene First Division im Jahr 1995 jedoch auch nicht mehr abwenden konnten. Trotz dieses Rückschlags gelang es dem neuen Trainer Kenny Shiels, die Mannschaft nach einem holprigen Start in der First Division neu zu ordnen. Tatsächlich setzte sich Coleraine rasch an der Tabellenspitze ab und schaffte am Ende mit 28 Punkten vor Verfolger Ballymena United als Meister der First Division den sofortigen Wiederaufstieg in die oberste Fußballklasse. Zurück in der nunmehr reformierten Premier Division konnte der Coleraine FC auf Anhieb mit den traditionellen Platzhirschen Glentoran und Linfield mithalten und feierte im April 1997 mit dem Vizemeistertitel hinter den Crusaders quasi seine Wiedergeburt. Dieser Erfolg wurde durch den Gewinn des Ulster Cup im selben Jahr komplettiert.
Musste man im Jahr zuvor noch gegen Vereine wie Ballyclare Comrades in der First Division antreten, wartete nun im UEFA-Cup mit Grasshoppers Zürich eine weit erhebendere Aufgabe auf die Mannschaft von Kenny Shiels. Dass es auf europäischer Ebene nicht viel zu holen gab, musste man aber spätestens im Rückspiel in Zürich erkennen, wo Grasshoppers mit einem 7:1-Kantersieg über die Blau-Weißen triumphierte. Nach der erfolgreichen Saison 1996/97 zeigte die Mannschaft in den beiden folgenden Spielzeiten jedoch wieder eher durchwachsene Leistungen und ordnete sich jeweils im unteren Mittelfeld der Tabelle ein. Ein Fehlstart in die neue Saison zwang Shiels im Oktober 1999 schließlich zum Rücktritt vom Traineramt. Als Nachfolger konnte die Vereinsführung überraschend Marty Quinn gewinnen, der zuvor schon den Cliftonville FC zum Titel geführt hatte.

### 2000 bis 2005
Mit Marty Quinn am Ruder wendeten sich die Dinge bei Coleraine tatsächlich zum Besseren. Quinn führte die Mannschaft auf Anhieb zur Vizemeisterschaft hinter Linfield, wobei man die Saison lediglich dank des besseren Torverhältnisses auf dem zweiten Platz vor den punktegleichen Glenavon FC und Glentoran FC beschließen konnte. Nebenbei erreichte Coleraine auch noch das Finale des Coca-Cola-Ligapokals sowie das Halbfinale des Irish Cup. Das außerordentliche Finish in der Meisterschaft berechtigte die Bannsiders wieder zur Teilnahme am UEFA-Cup. Die beiden Begegnungen gegen den Göteborger Verein Örgryte IS wurden jedoch knapp und jeweils nur mit einem Tor Unterschied verloren, so dass sich der Traum vom ersten Aufstieg in einem europäischen Bewerb seit 1970 am Ende nicht erfüllte.
In den beiden folgenden Spielzeiten spielte Coleraine weiter ganz oben mit und landete am Ende jeweils auf dem vierten Rang. Die Mannschaft stand sich aber oft genug selbst im Weg und verpasste den ganz großen Wurf in den beiden Jahren wohl vor allem aufgrund fehlender Konstanz. Die Teilnahme am UEFA Intertoto Cup im Sommer 2002 bescherte dem Klub zunächst eine Reise nach Andorra, wo man den Außenseiter UE Sant Julià nach einem 5:0-Heimsieg erwartungsgemäß ausschaltete, obwohl im Rückspiel nur ein eher mageres Unentschieden herausschaute. In der folgenden Runde scheiterte man dann schließlich am französischen Vertreter AC Troyes, auch wenn sich die Mannschaft wie bereits zwei Jahre zuvor in Schweden nur knapp geschlagen geben musste.
Nach einem verpatzten Start in die Saison 2002/03 trat der Kotrainer Rory O’Boyle zurück und wurde durch Alfie Wylie, den ehemaligen Trainer von Newry Town, ersetzt. Coleraine schaffte prompt ein starkes Comeback, welches in einer Serie von 20 Spielen ohne Niederlage gipfelte, und beendete die Saison schließlich auf dem dritten Tabellenplatz. Im Pokalbewerb glänzte Coleraine nicht weniger und schaffte nach einem überzeugenden 5:2 über Omagh Town zum ersten Mal seit 1986 wieder den Einzug in das Finale des Irish Cup, wo am 3. Mai 2003 mit Glentoran eine schwere Aufgabe im Belfaster Windsor Park wartete. Trotz ihrer Außenseiterrolle ging die in bestechender Form auftretende Mannschaft dank eines Treffers durch Jody Tolan schon früh in Führung und bewahrte den knappen Vorsprung schließlich bis zum Schlusspfiff. Nach 26 langen Jahren hatte Coleraine wieder einen großen Titel errungen. Der Gegner in der ersten Qualifikationsrunde des UEFA-Pokals União Leiria aus Portugal, der an den heimischen Showgrounds zunächst mit 2:1 besiegt wurde, konnte seinerseits im Rückspiel die Verhältnisse durch einen 5:0-Kantersieg wieder geraderücken und durchkreuzte so Coleraines Ambitionen auf einen Aufstieg in die nächste Runde.
Der Pokaltriumph wurde jedoch schon bald durch Nachrichten getrübt, dass der Verein in massiven finanziellen Problemen steckte. Mit nunmehr stark reduziertem Etat war der bisherige Mannschaftskader jedoch nicht zu halten, so dass am Ende der Saison 2003/04 viele Leistungsträger den Coleraine Showgrounds den Rücken kehrten. Daran änderte auch die Tatsache nichts, dass sich die Bannsiders trotz allem unter den ersten sechs Klubs der Premier League halten konnten und überdies fast exakt ein Jahr nach ihrem Pokalerfolg erneut im Finale des Irish Cup gegen Glentoran standen. Doch diesmal wurde die Mannschaft aus East Belfast ihrer Favoritenrolle gerecht und vereitelte Coleraines Titelverteidigung durch einen 1:0-Sieg.
Im Sommer 2005 setzte sich der personelle Aderlass nach weiteren Budgetkürzungen fort und weitere namhafte Spieler erklärten ihren Abschied. Doch in Wahrheit bangten die Fans zu diesem Zeitpunkt bereits, ob der Verein die finanzielle Krise überleben würde. Im August 2005 schließlich beantragten die Finanzbehörden aufgrund von Steuerrückständen in Höhe von 1,3 Millionen Pfund die Konkurseröffnung über den Verein. Als die Mannschaft am 9. August 2005 in der Nachbargemeinde Portstewart zu einem Freundschaftsspiel antrat, glaubten bereits viele Zuschauer, Augenzeugen des letzten Auftritts des Coleraine FC geworden zu sein. Doch im Hintergrund kämpften die Mitglieder einer Vereinigung von Fans und Förderern des Coleraine FC darum, das zuständige Gericht mittels eines Geschäftsplans zu einem Aufschub der Konkurseröffnung zu bewegen. Zur Erleichterung aller Betroffenen wurde den Mitgliedern der Fanvereinigung vom Gericht schließlich zugestanden, leitende Funktionen des Vereins zu übernehmen und treuhänderisch ein Führungsgremium zu bilden. Damit war der Verein fürs Erste gerettet und die Mannschaft dankte es ihren Anhängern noch im selben Jahr mit dem Gewinn des North-West Senior Cup.

### 2006 bis heute
Nachdem das Team zum Abschluss der Saison 2005/06 mit dem neunten Tabellenplatz zuvor schon das sportliche Überleben in der Premier League sichergestellt hatte, konnte im Sommer 2006 mit der formellen Übernahme des Vereins durch die Fanvereinigung und die hierauf folgende Bestellung eines neuen Vorstands auch auf Funktionärsebene ein Neubeginn gewagt werden. Trotz des vorangegangenen Spielerexodus konnte sich Coleraine in den beiden folgenden Jahren im Mittelfeld der Premier League halten. In der Saison 2007/08 erreichten die Bannsiders schließlich nach vier Jahren wieder ein Pokalfinale, scheiterten am 3. Mai 2008 jedoch trotz des Tores von Paddy McLaughlin mit 1:2 knapp am Linfield FC.
Nur drei Wochen nach dem verlorenen Pokalfinale erklärte Marty Quinn, der seit 1999 die sportliche Verantwortung des Vereins getragen hatte, aus persönlichen Gründen seinen Rücktritt als Trainer des Coleraine FC und die Übernahme des Traineramts beim Bangor FC. Als Nachfolger von Quinn wurde am 2. Juni 2008 der bisherige Kotrainer David Platt vom Verein vorgestellt.
Am 13. Mai 2008 wurde dem Antrag des Vereins auf Aufnahme in die ab der Saison 2008/09 nur noch 12 Mannschaften umfassende IFA Premiership durch den IFA-Exekutivausschuss stattgegeben. In der dieser Entscheidung zugrunde liegenden finalen Rangliste, in welche diverse Faktoren (u. a. sportlicher Erfolg, Finanzen und Infrastruktur des Vereins) einflossen, wurde der Coleraine FC mit 965 Punkten an vierter Stelle gereiht.

## Bekannte ehemalige Spieler
- Des Dickson
- Harry Gregg
- Steve Lomas
- Jimmy Kelly
- Gareth McAuley
- Johnny McCurdie
- Gerry Mullan
- Bertie Peacock
- Jim Platt

## Erfolge
- Irish League: 1
  - 1973/74
- Irish Cup: 6
  - 1964/65, 1971/72, 1974/75, 1976/77, 2002/03, 2017/18
- Irish League Cup: 2
  - 1987/88, 2019/20
- City Cup: 2
  - 1953/54, 1968/69
- Gold Cup: 4
  - 1932, 1958, 1969, 1975
- Ulster Cup: 7
  - 1965/66, 1968/69, 1969/70, 1972/73, 1975/76, 1985/86,
 1996/1997
- Top Four Cup
  - 1968/69
- Irish League First Division: 1
  - 1995/96
- Blaxnit Cup: 2
  - 1968/69, 1969/70
- North West Senior Cup: 18
  - 1955, 1956, 1958, 1959, 1961, 1968, 1970, 1981, 1982,
 1983, 1988, 1989, 1992, 1995, 2001, 2003, 2005, 2007
- IFA Intermediate Cup: 2
  - 1964/65, 1968/69

## Europapokalbilanz
| Saison  | Wettbewerb                    | Runde                  | Gegner                   | Gesamt          | Hin           | Rück          |
| ------- | ----------------------------- | ---------------------- | ------------------------ | --------------- | ------------- | ------------- |
| 1965/66 | Europapokal der Pokalsieger   | 1. Runde               | Dynamo Kiew              | 01:10           | 1:6 (H)       | 0:4 (A)       |
| 1969/70 | Messestädte-Pokal             | 1. Runde               | Jeunesse Esch            | 6:3             | 2:3 (A)       | 4:0 (H)       |
| 1969/70 | Messestädte-Pokal             | 2. Runde               | RSC Anderlecht           | 04:13           | 1:6 (A)       | 3:7 (H)       |
| 1970/71 | Messestädte-Pokal             | 1. Runde               | FC Kilmarnock            | 4:3             | 1:1 (H)       | 3:2 (A)       |
| 1970/71 | Messestädte-Pokal             | 2. Runde               | Sparta Rotterdam         | 1:4             | 0:2 (A)       | 1:2 (H)       |
| 1974/75 | Europapokal der Landesmeister | 1. Runde               | Feyenoord Rotterdam      | 01:11           | 0:7 (A)       | 1:4 (H)       |
| 1975/76 | Europapokal der Pokalsieger   | 1. Runde               | Eintracht Frankfurt      | 03:11           | 1:5 (A)       | 2:6 (H)       |
| 1977/78 | Europapokal der Pokalsieger   | 1. Runde               | 1. FC Lokomotive Leipzig | 3:6             | 1:4 (H)       | 2:2 (A)       |
| 1982/83 | Europapokal der Pokalsieger   | 1. Runde               | Tottenham Hotspur        | 0:7             | 0:3 (H)       | 0:4 (A)       |
| 1983/84 | UEFA-Pokal                    | 1. Runde               | Sparta Rotterdam         | 1:5             | 0:2 (A)       | 1:1 (H)       |
| 1985/86 | UEFA-Pokal                    | 1. Runde               | 1. FC Lokomotive Leipzig | 1:6             | 1:1 (H)       | 0:5 (A)       |
| 1986/87 | UEFA-Pokal                    | 1. Runde               | BSG Stahl Brandenburg    | 1:2             | 1:1 (H)       | 0:1 (A)       |
| 1987/88 | UEFA-Pokal                    | 1. Runde               | Dundee United            | 1:4             | 0:1 (H)       | 1:3 (A)       |
| 1997/98 | UEFA-Pokal                    | 1. Qualifikationsrunde | Grasshoppers Zürich      | 01:10           | 0:3 (A)       | 1:7 (H)       |
| 2000/01 | UEFA-Pokal                    | 1. Qualifikationsrunde | Örgryte IS               | 1:3             | 1:2 (H)       | 0:1 (A)       |
| 2002    | UEFA Intertoto Cup            | 1. Runde               | UE Sant Julià            | 7:2             | 5:0 (H)       | 2:2 (A)       |
| 2002    | UEFA Intertoto Cup            | 2. Runde               | ES Troyes AC             | 2:4             | 1:2 (H)       | 1:2 (A)       |
| 2003/04 | UEFA-Pokal                    | 1. Qualifikationsrunde | União Leiria             | 2:6             | 2:1 (H)       | 0:5 (A)       |
| 2017/18 | UEFA Europa League            | 1. Qualifikationsrunde | FK Haugesund             | 0:7             | 0:7 (A)       | 0:0 (H)       |
| 2018/19 | UEFA Europa League            | 1. Qualifikationsrunde | FK Spartak Subotica      | 1:3             | 1:1 (A)       | 0:2 (H)       |
| 2020/21 | UEFA Europa League            | Vorqualifikation       | SP La Fiorita            | 1:0             | 1:0 (H)       | 1:0 (H)       |
| 2020/21 | UEFA Europa League            | 1. Qualifikationsrunde | NK Maribor               | 1:1 (5:4 i. E.) | 1:1 n. V. (A) | 1:1 n. V. (A) |
| 2020/21 | UEFA Europa League            | 2. Qualifikationsrunde | FC Motherwell            | 2:2 (0:3 i. E.) | 2:2 n. V. (H) | 2:2 n. V. (H) |
| 2021/22 | UEFA Europa Conference League | 1. Qualifikationsrunde | FK Velež Mostar          | 2:4             | 1:2 (A)       | 1:2 (H)       |

Gesamtbilanz: 45 Spiele, 5 Siege, 10 Unentschieden, 30 Niederlagen, 47:127 Tore (Tordifferenz −80)